# Travassosula
Travassosula is een geslacht van vlinders van de familie nachtpauwogen (Saturniidae), uit de onderfamilie Hemileucinae.

## Soorten
- T. mulierata Lemaire, 1971
- T. subfumata (Schaus, 1921)